# Famille Cluysenaar
Pour les articles homonymes, voir Cluysenaar.
Cette page explique l’histoire ou répertorie les différents membres de la famille Cluysenaar.
La famille Cluysenaar, est une famille belge originaire des Provinces-Unies dont plusieurs membres se sont signalés aux XIXème et XXème siècles, dans les domaines de l'architecture et de la peinture. À cette famille appartiennent l'architecte Jean-Pierre Cluysenaar, son fils le peintre Alfred Cluysenaar, son petit-fils, le peintre André Cluysenaar (1872-1939) et le fils de ce dernier, John Cluysenaar, sculpteur, peintre, dessinateur et aquarelliste.

## Pour approfondir